# Dwight Rhoden
Dwight Rhoden (Columbus, 1962) è un coreografo e ballerino statunitense, direttore artistico del Complexions Contemporary Ballet..

## Carriera
Nato a Columbus, ma cresciuto a Dayton nell'Ohio, Dwight Rhoden comincia a danzare all'età di diciassette anni, mentre studiava recitazione.
Ha danzato per il Dayton Contemporary Dance Company, per Les Ballet Jazz De Montreal, ed è stato primo ballerino per l'Alvin Ailey American Dance Theater. Nel corso della sua carriera è comparso in numerose trasmissioni televisive, documentari e pubblicità negli Stati Uniti, in Canada ed il Europa.
Ha inoltre lavorato nel ruolo di coreografo e di attore nel film One Last Dance del 2003. Ha inoltre collaborato con Prince, Lenny Kravitz e Kelly Clarkson.